# Ștefania Botcariu
Ștefania Botcariu (n. 11 ianuarie 1936, Bistrița, România) este o schioare de fond română. A concurat la probele de 10 de kilometri și de ștafetă 3×5 km la Jocurile Olimpice de iarnă din 1956.